# Nefrure
| N5 | F35 | F35 | F35 | B1 |

| N5 | F35 | F35 | F35 | B1 |

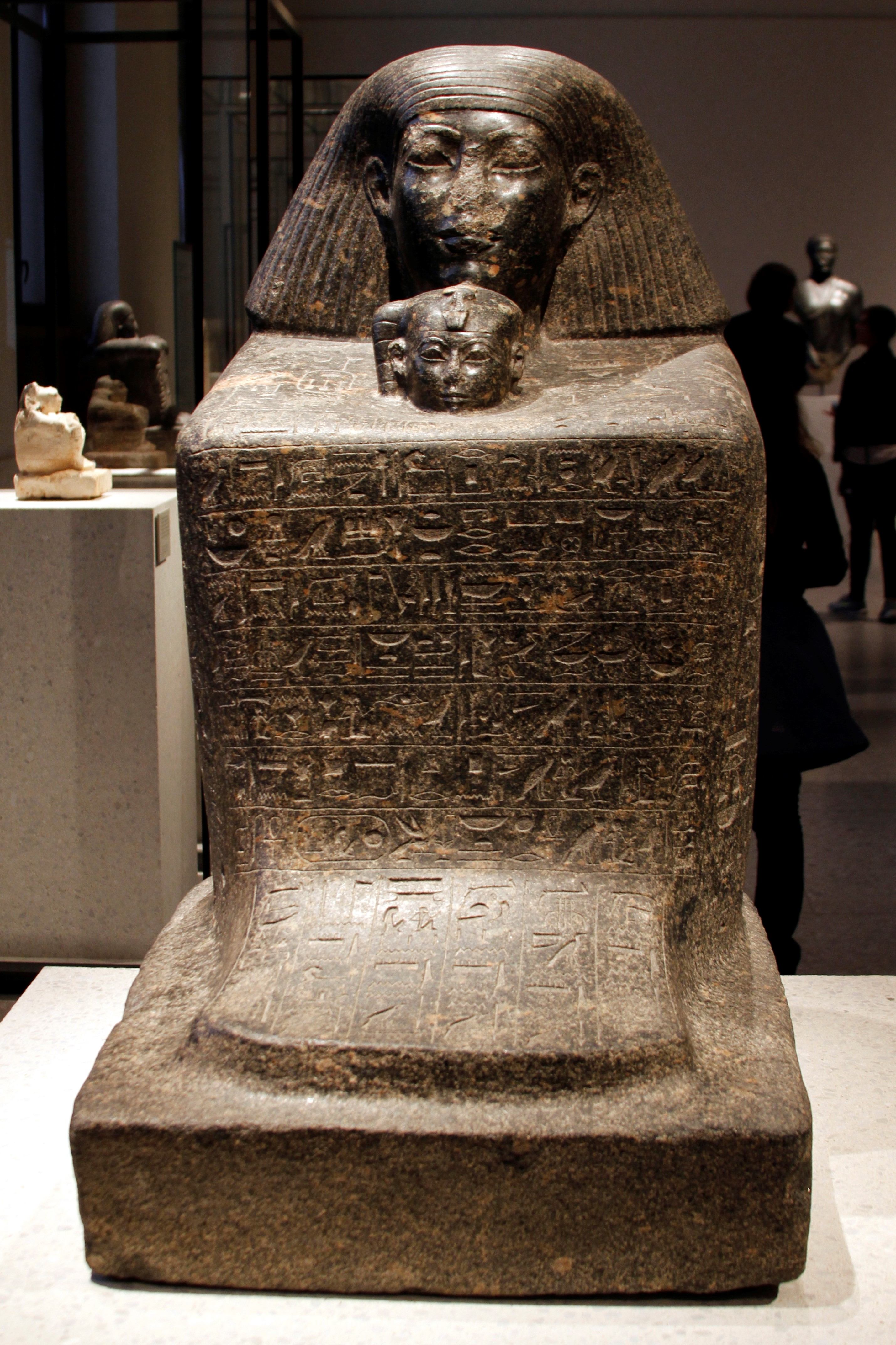
Senenmut a princezna Nefrure

Nefrure byla staroegyptská princezna v době 18. dynastie, dcera faraona Thutmose II. a jeho manželky Hatšepsut, která po smrti Thutmose se stala jeho následnicí. Byla nositelkou řady významných vládních a náboženských titulů, zejména titulu Božské manželky Amonovy. Užívala královskou kartuši a nejspíše byla připravována na to, že bude plnit důležitou politickou roli. Je také možné, že po jistou dobu byla manželkou Thutmose III.; v tom případě bývá považována za matku jeho syna prince Amenemhata. Není známo, kdy princezna zemřela; mohlo tomu tak být už v 11. roce vlády, tedy ještě za Hatšepsutina života. Podle některých badatelů však až po roce 22. nebo 23., kdy už byl Thutmose III. samostatným vládcem.
Jejími učiteli byli Ahmose Pen-Nekhebet a Senenmut. Když nastoupila Hatšepsut na trůn, Senenmut se stal jejím rádcem a Nefruřiným dalším vychovatelem se stal Senimen.